# مردم لر
لُر قومی ایرانی است که در غرب و جنوب غربی ایران زندگی می‌کنند. زبان لری خویشاوند نزدیک زبان فارسی و به همراه فارسی از دسته جنوب باختری زبان‌های ایرانی است. ویژگی‌های زبان لری نشان می‌دهد که چیرگی زبان‌های ایرانی در منطقه کنونی لرستان در دیرینه‌شناسی باستان بیشتر از سوی ناحیه پارس صورت گرفته نه از سوی ناحیه ماد.
گویش‌های زبان لری نزدیک‌ترین گویش‌های ایرانی به زبان فارسی هستند. زبان لری همانند زبان فارسی نواده‌ای از زبان پارسی میانه است و واژه‌های آن همانندی بسیاری با فارسی دارد. ریشه زبان‌های ایرانی لری (بختیاری، خرم‌آبادی) مانند زبان فارسی به پارسی میانه (زبان ساسانیان) و از طریق پارسی میانه به پارسی باستان (زبان هخامنشیان) برمی‌گردد. برخی اقوام لر کوچک در قرن دوازدهم هجری شمسی از نواحی کردنشین عراق کوچ کرده و در لرستان ساکن شدند. برخی گویش‌های زبان لری مانند لری خرم‌آبادی نیز تحت تأثیر زبان کردی قرار گرفته‌اند اما لرها مردمانی هستند که از نظر قومی جزئی از مردم کرد به‌شمار نمی‌آیند و خویشاوندی لرها با مردمان کردتبار تنها در ایرانی بودنشان است.

## تاریخ

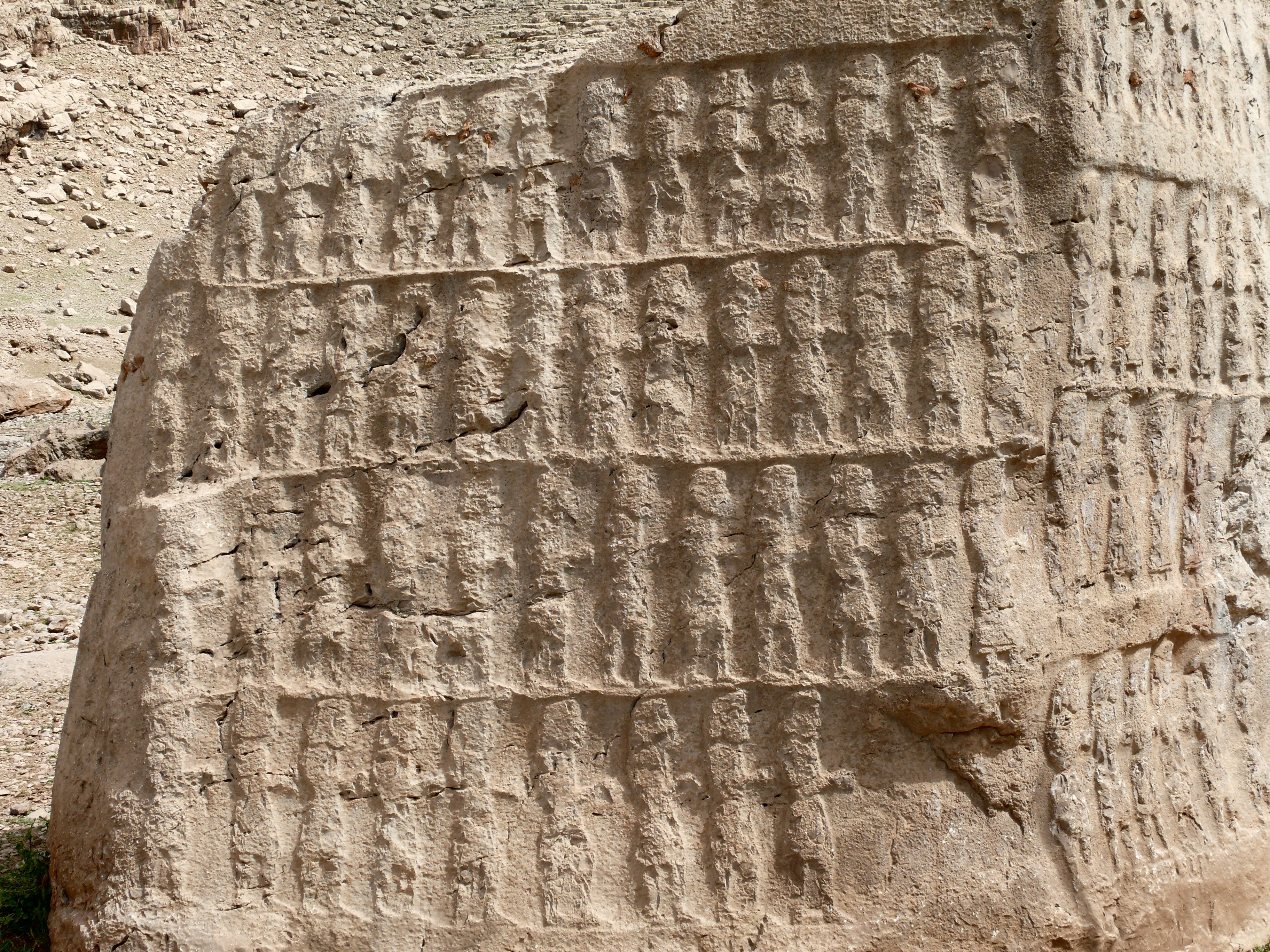
گوشه غربی سنگ نگاره عیلامی کول فرح در ایذه

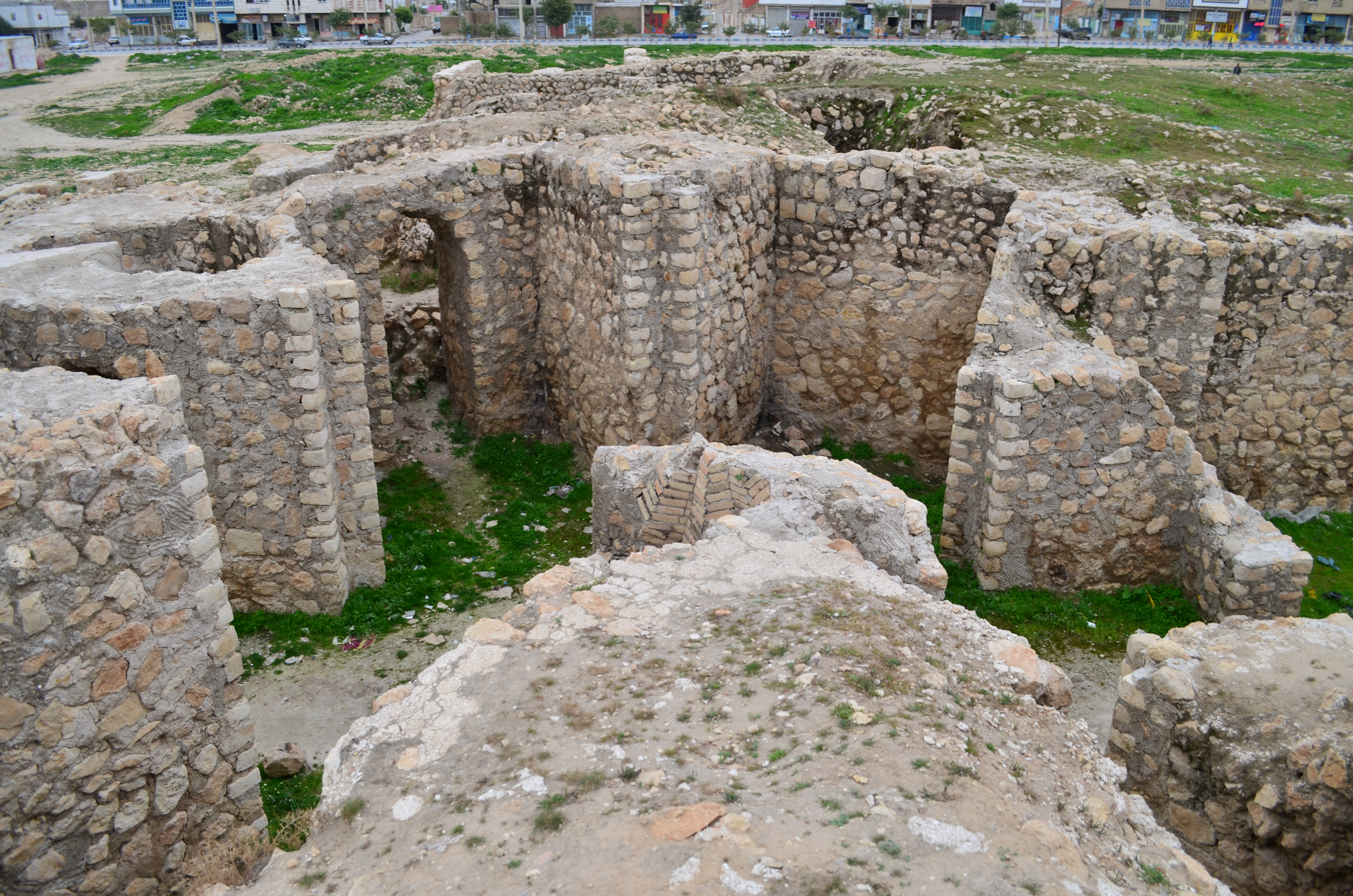
بقایای شهر قدیم مالمیر، مرکز حکومت اتابکان لُر بزرگ

گستره حکومت اتابکان لر

لُرها آمیزه‌ای از قبایل ایرانی مهاجر از آسیای میانه و قبایل قبل از آریایی ساکن در غرب ایران، مانند کاسی‌ها، لولوبی‌ها و عیلامی‌ها هستند. بر مبنای مطابقت و مشابهت جغرافیایی و شواهد باستان‌شناسی، برخی تاریخدانان، لرها را بقایای عیلامیان می‌دانند که پس از سلطه آریایی‌ها، دچار تغییرات زبانی شده‌اند. والتر هینتس احتمال اینکه عیلامی‌های باستان اقوامی پروتو یا اجداد لرهای امروزی باشند را کم می‌دانسته‌است. شواهد موجود اشاره به فلزکاری لرستان از هزاره چهارم پیش از میلاد دارد. مجموعه اشیای فلزی منسوب به لرستان از نیمه قرن گذشته توسط محققین و پژوهشگران مختلف بسیار مورد توجه قرار گرفته‌است. پژوهشگران، هنر مفرغ‌کاری لرستان را نتیجه کارهای ساده‌ای می‌دانند که بیان‌کننده چندین قرن انقلاب مادی ملتی کشاورز و مبارز است. جرج کامرون و توین‌بی هر دو معتقدند که سرزمین اصلی و موروثی دودمان هخامنشیان منطقة پارسواش در بخش علیای رود کرخه (در جنوب ماد و شمال دشت عیلام) بود (توین بی، ۱۳۷۹٬۷۵) که این منطقه با منطقه بالاگریوه در جنوب لرستان کنونی در تطابق است. سیدنی اسمیت نیز می‌نویسد: «چیش پیش (جد کوروش) قلمرو موروثی خود، پارسواش، واقع در لرستان را همراه با انشان که در اوایل حکومت خود به دست آورده بود، سهم پسر بزرگ‌ترش، کوروش اول کرد و پارسای جدید را به پسر کوچک‌ترش داد.» حمله اعراب به ایران تأثیر بسیاری در فرهنگ و آداب مردم این کشور بر جای گذاشت و این تأثیر شامل منطقه لرستان نیز شد. مردم لر به هر حال توانستند زبان و بسیاری از آداب و رسوم خود را حفظ کنند. در دوران حکومت صفویان دو ایالت جز ایالت‌های لرنشین بودند. این دو ایالت شامل لرستان به مرکزیت خرم‌آباد و کهگیلویه به مرکزیت بهبهان بود. در این دوره ایالت‌های لرستان و کهگیلویه دارای والیانی مستقل بودند. والیان لرستان فیلی در سال ۱۰۰۶ هجری قمری به دستور شاه عباس حاکم پشتکوه و پیشکوه شدند و تا دوران قاجار بر این منطقه حکمرانی کردند. لرستان در دوره زندیان نیز به عنوان یکی از ایالت‌های ایران دارای والی مستقل بود.
پس از به قدرت رسیدن قاجارها، آقامحمدخان به دلیل کینه‌ای که از زمان حکومت زندیان نسبت به مردم لر داشت، دست به تغییرات بسیاری در منطقه لرستان زد. از جمله اقدامات آقامحمدخان می‌توان به کوچاندن اجباری اقوام لر به قزوین اشاره کرد. همچنین فتحعلی شاه حکومت والیان لرستان را به پشتکوه محدود کرد و تا سال ۱۳۰۷ در آن منطقه حکمرانی کردند اما پس از تصرف پشتکوه توسط نیروهای دولتی غلامرضاخان آخرین والی لرستان به عراق رفت. پس از آقامحمدخان، فتحعلی شاه به تجزیه لرستان ادامه داد و در راستای این سیاست، پشتکوه (ایلام) را از منطقه لرستان جدا کرد و از آن پس لرستان به صورت مستقیم زیر نظر قاجار و فرستادگان آن که اغلب شاهزادگان بودند، اداره شد. لرستان در این دوره به دلیل سیاست‌های قاجار دچار ناامنی و هرج و مرج شد، اقوام مختلف لر با یکدیگر به ستیز برخاستند و بسیاری از آن‌ها مجدداً به کوچ نشینی روی آوردند.

### خاستگاهِ برخی اقوامِ لُر کوچک
ولادیمیر مینورسکی شرق‌شناس بزرگ لرها را به ۴ دسته تقسیم کرده‌است.
بر اساس دانشنامه ایرانیکا در لرستان طوایف کرد و لر با هم مختلط شده‌اند و در کنار هم زندگی می‌کنند. برخی اقوام لر کوچک در قرن دوازدهم هجری شمسی از نواحی موصل عراق کوچ کرده و در لرستان ساکن شدند. برخی گویش‌های زبان لری مانند لری خرم‌آبادی نیز تحت تأثیر زبان کردی قرار گرفته‌اند. مصطفی تقوی مقدم معتقد است لرها از نظر قومی جزئی از مردم کرد به‌شمار نمی‌آیند و خویشاوندی لرها با مردمان کردتبار را تنها در ایرانی بودنشان می‌داند. علی‌اکبر دهخدا در توصیف لر کوچک می‌گوید:«طوایف لر کوچک قبایلی بودند از کردان آسیای صغیر و لران ایرانی که در حدود بین عراق عجم و عراق عرب ییلاق و قشلاق می‌کردند و خراج خود را به دیوان بغداد می‌دادند.»

### مردم لر و مشروطیت

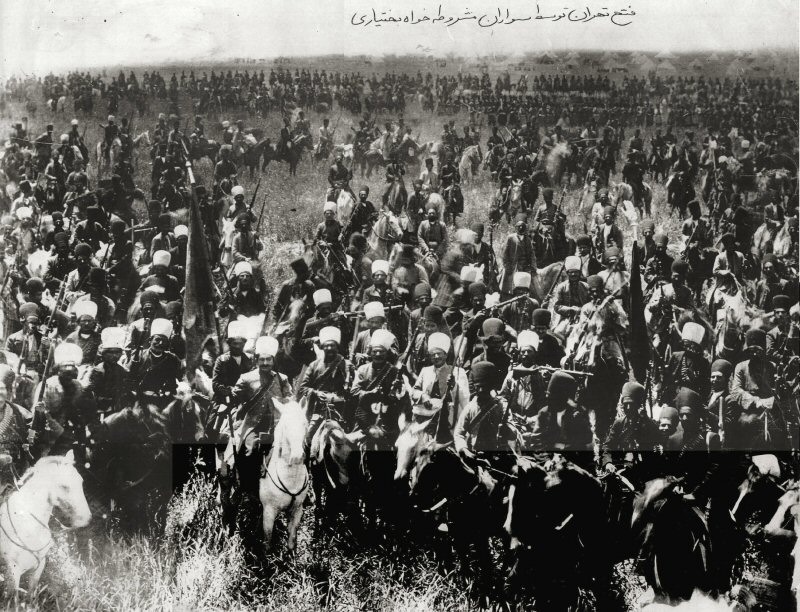
فتح تهران توسط سواران مشروطه‌خواه بختیاری

یکی از مهم‌ترین فعالیت‌های سیاسی مردم لر در سده گذشته مشارکت در انقلاب مشروطه ایران بوده‌است. طرفداری مردم لر و به خصوص ایل بختیاری نقش پررنگی در پیروزی انقلاب مشروطه داشته‌است. با آغاز تیرماه ۱۲۸۸ شمسی، قوای سردار اسعد به قم و قوای سپهدار به ینگی امام رسیدند. در مقابل سعدالدوله قوایی به فرماندهی امیر مفخم بختیاری به سمت کرج فرستاد. مجاهدین بختیاری با حرکت به سوی تهران و با همراهی مجاهدین شمال به فرماندهی سپهدار اعظم که در نزدیکی تهران به هم پیوستند، پس از شکست مقاومت نیروهای استبداد صغیر موفق به فتح تهران و شکست استبداد صغیر شدند.

### دوره پهلوی

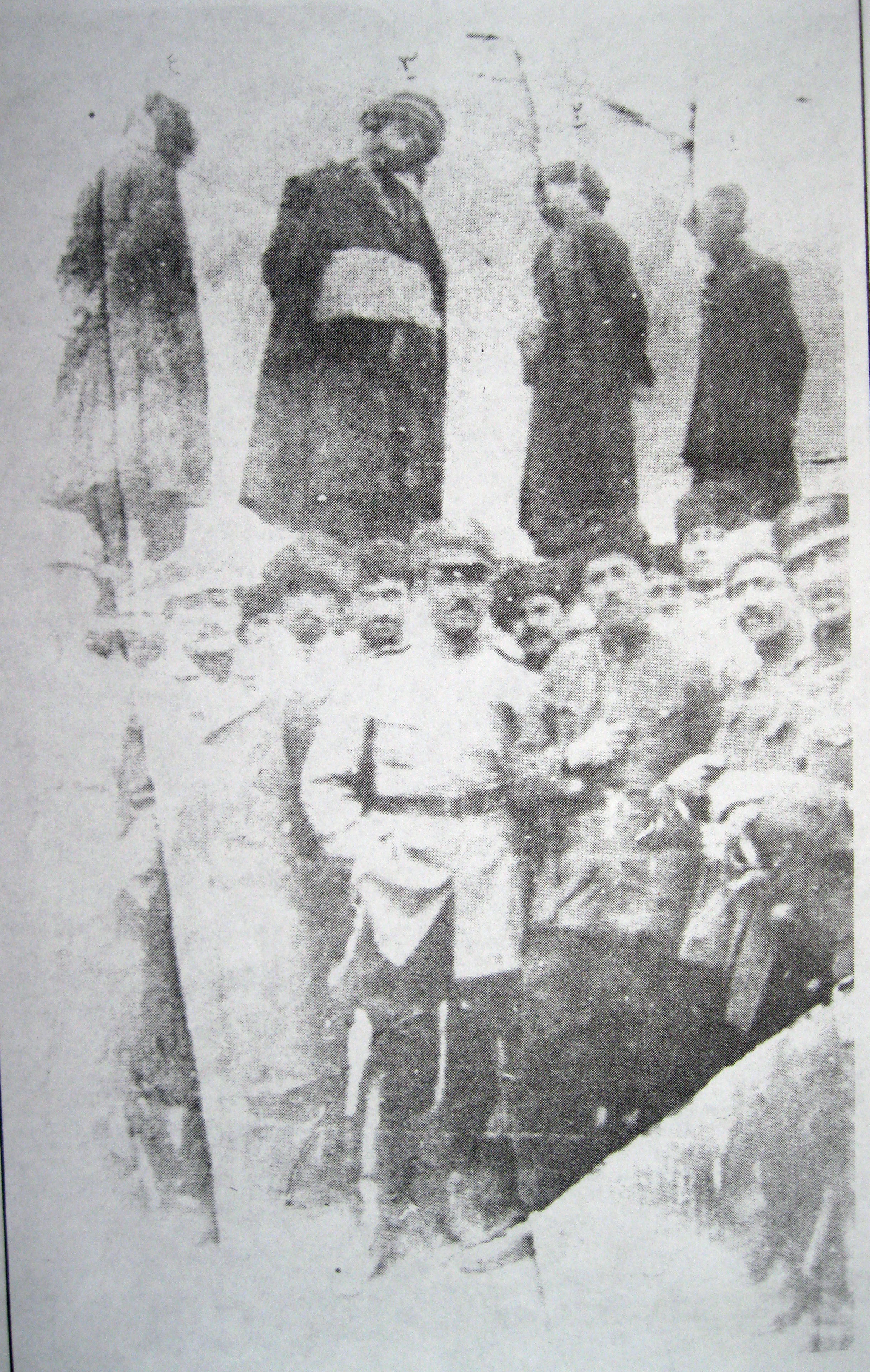
اعدام سران عشایر در خرم‌آباد، هم‌زمان با آغاز حکومت رضاشاه پهلوی

هنگام به سلطنت رسیدن رضاشاه، کشور دستخوش ناآرامی‌هایی بود. مناطق عرب‌نشین تحت نفوذ شیخ خزعل، مناطق کردنشین شمال غربی توسط اسماعیل آقا سیمیتقو و یاغی‌گری چند تن از خوانین لر و اتحاد با شیخ خزعل در مقابل حکومت مرکزی،  جمهوری جنگل در شمال و… موجب عدم یکپارچگی و در معرض تجزیه شدن ایران بودند. یکی از این ناآرامی‌ها، یاغی‌گری و راهزنی عشایر در لرستان بود.
در سال ۱۳۰۲ نیروهای دولتی و عشایر لر در فاصله میان شهرهای بروجرد و خرم‌آباد وارد نبرد شدند. قوای عشایر متشکل از طوایف ایل بیرانوند، سگوند، پاپی و چگنی بودند و درگیری‌ها در مهر سال ۱۳۰۲ آغاز شد ولی تا پایان آذر همان سال نیروهای دولتی توانستند خرم‌آباد را محاصره و آن را به کنترل درآورند. پس از آن عفو عمومی اعلام شد و از عشایر خواسته شد سلاح‌های خود را تحویل دهند ولی چند تن از سران عشایر که تسلیم شده بودند، دستگیر و اعدام شدند. با اعدام سران عشایر درگیری‌ها در بهار ۱۳۰۳ و با بازگشت عشایر از شمال خوزستان از سرگرفته شد و تا ۹ اردیبهشت همان سال ادامه داشت در نهایت و در تاریخ ۱۵ خرداد ۱۳۰۳ نیروهای دولتی با بمباران مواضع عشایر موفق به ورود به خرم‌آباد و شکست دادن کامل عشایر لر شدند!در این سال سپهبد محمد شاه‌بختی فرماندهی تیپ پیاده لشکر غرب را بر عهده داشت. علی‌رغم اینکه احمدی خواهان سرکوب بیشتر عشایر بود، شاه‌بختی در پی دفاع از مواضع نیروهای حکومتی بود. سرانجام، در ۹ اردیبهشت همان سال در حالی که امیراحمدی فرماندهی را بر عهده داشت، خرم‌آباد مورد حمله نیروهای دولتی قرار گرفت و پس از یک رشته درگیری میان عشایر لر و نیروهای حکومت مرکزی در ۱۵ خرداد ۱۳۰۳ بار دیگر خرم‌آباد توسط نیروهای دولتی تصرف شد. امیراحمدی پس از پیروزی در پی سرکوب بیشتر عشایر لر بود، اما رضاشاه در تاریخ ۱۹ مرداد همان سال با ارسال تلگرافی دستور اعلام عفو عمومی را صادر کرد.

## واژه‌شناسیِ لُر
معنی واژه لر به درستی مشخص نیست. ابن حوقل در سفرنامه خود لر را یک شهر جز خوزستان معرفی کرده است که اسم شهر بر ساکنان آن تحمیل شد. حمدالله مستوفی نیز در خصوص اسم لر می‌گوید که لر روستایی بود که ساکنان آنرا لر خواندند. مستوفی می‌گوید که در زبده التواریخ آمده‌است: «وقوع (این نام بدان) قوم بوجهی گویند از آن است که در ولایت مانرود دهی است که آن را کرد خوانند و در آن حدود بندی است که آن را به زبان لری کول خوانند و در آن بند موضعی است که آن را لر خوانند؛ چون اصل ایشان از آن موضع خواسته ایشان را لر خوانند. وجه دوم آن است که به زبان لری کوه پُردرخت را لِر گویند و بسبب ثقالت راء کسرهٔ لام با ضمه کردند و لر گفتند و وجه سوم اینکه این خاندان از نسل شخصی‌اند که او لر نام داشته و قول اول درست‌تر می‌نماید.»

### احتمالِ ارتباطِ واژه‌های لُر و کُرد
واژهٔ کُرد در دوران دیرینه شناسیِ پس از حمله اعراب به ایران به معنای رمه گردانان و کوچ‌نشینان ایرانی‌تبار فلات ایران به کار رفته‌است و معنای قومی ویژه نمی‌داده‌است. از دیدگاهِ گارنیک آساتوریان؛ بر همین پایه، لرها و دیلیمان و بلوچان و مردمان دیگر را جزو کردان شمرده‌اند؛ زیرا واژه کرد به معنی یک گونه شیوه زندگی و نه معنی زبانی بوده‌است.
از دیدِ قومیت، لرها و کردها جدا از هم شمرده می‌شوند.

## پراکندگی قوم لر
عشایر لر ایران به سه دسته، ۱-لر بزرگ ۲-ممسنی ۳-لر کوچک تقسیم می‌شود. عشایر فیلی در نزدیکی خرم‌آباد، که بخش‌هایی از آن به‌طور فصلی به جایی با فاصله سه روز پیاده‌روی تا بغداد مهاجرت کردند.
قوم لر دارای تقسیم‌بندی‌های زیادی است که در مهم‌ترین و کلی‌ترین تقسیم‌بندی به دو شاخه لر بزرگ و لر کوچک تقسیم می‌شود.
مردم لر دارای پراکندگی در مناطق غرب و جنوب غربی ایران هستند. مناطق زیر طبق دانشنامه ایرانیکا مناطقی است که عشایر لر در آن ییلاق و قشلاق کرده یا یکجانشین شده‌اند.
گروه کوچکی از پشتو زبان‌های شرق افغانستان بختیاری نام دارند. این گروه هیچ ارتباطی با بختیاری‌های ساکن ایران ندارند.
| دسته        | محل سکونت |
| کمزاریها    | در کشور عمان، شمال، شمال غرب و شمال شرق: شامل مناطق کُمزار، جزیره‌های خصب، لارَک و مسندم |
| ممسنیها     | در استان فارس و شهرستان‌های ممسنی، بخش‌هایی از کازرون و رستم و بخش‌هایی هم از شیراز |
| بویراحمدیها | در استان کهگیلویه و بویراحمد و بخشی از جنوب شرق استان خوزستان |
| بختیاری‌ها   | در چهارمحال و بختیاری در شهرستان‌های لردگان، شهرکرد، بروجن، فارسان، کوهرنگ، اردل، خانمیرزا و کیار در استان لرستان عمدتاً در مناطق شرقی در شهرستان‌های الیگودرز، ازنا و دورود در استان اصفهان در مناطق غرب و جنوب غرب، عمدتاً در شهرستان‌های فریدن، فریدون‌شهر، چادگان و گلپایگان در استان خوزستان در شهرستان‌های اندیکا، ایذه، باغ‌ملک، دزفول، رامهرمز، شوشتر، گتوند، لالی، مسجدسلیمان و هفتکل |
| لر کوچک     | این دسته در استان‌های لرستان و جنوب ایلام، جنوب و غرب همدان، شمال خوزستان و برخی مناطق شرقی عراق هم‌مرز با ایران ساکن هستند. |

## زبان
گویش‌های زبان لری نزدیک‌ترین گویش‌های ایرانی به زبان فارسی هستند. زبان لری همانند زبان فارسی نواده‌ای از زبان پارسی میانه است و واژه‌های آن همانندی بسیاری با فارسی دارد. زبان لری نزدیک‌ترین زبان زنده به پارسی میانه و پارسی باستان است. ریشه زبان لری به پارسی میانه (پهلوی ساسانی) و از طریق پارسی میانه به پارسی باستان (زبان هخامنشیان) برمی‌گردد. ویژگی‌های زبان لری نشان می‌دهد که چیرگی زبان‌های ایرانی در منطقه کنونی لرستان در تاریخ باستان از سوی ناحیه پارس صورت گرفته و نه از سوی ناحیه ماد. زبان‌شناسانی دیگر لری را یک پیوستار زبانی از گویش‌های ایرانی جنوب غربی با گونه‌های فارسی و کردی از یک ریشه دانسته‌اند. سکندر امان‌اللهی دربارهٔ زبان مردم لرستان می‌گوید: «بیشتر لرهای لرستان به گویش ایرانی که به نام لری شناخته می‌شود سخن می‌گویند با این حال نزدیک به نصف لرهای استان لرستان به لکی، گویش دیگر ایرانی سخن می‌گویند. زبان لری به فارسی نزدیک تر است درحالی که لکی به کردی نزدیک تر می‌باشد.»

### جغرافیای زبان لُری
دانشنامه ایرانیکا جغرافیای گویش‌وران زبان لری را از جنوب استان همدان (حداقل از نهاوند به سمت جنوب) تا خوزستان و استان فارس بیان می‌کند. پراکندگی گویش‌وران لر در امتداد رشته کوه زاگرس در غرب کشور ایران و به‌طور دقیق‌تر از زاگرس میانی تا سواحل خلیج فارس و در غرب تا حدود بین‌النهرین و دربردارندهٔ گویش‌های بسیار متعدد از گویش‌های ممسنی، بختیاری، گناوه و دیلم، کهگیلویه و بویراحمد، لری خرم‌آبادی است. در واقع لری خرم‌آبادی متداول‌ترین گویش در میان لر کوچک و لری بختیاری متداول‌ترین گویش در میان گویش‌های جنوبی (لر بزرگ) محسوب می‌شوند. بیشترین جمعیت گویش‌وران لر در استان‌های لرستان، چهارمحال و بختیاری، کهگیلویه و بویراحمد و خوزستان است اما جمعیت قابل ملاحظه‌ای از لر زبان‌ها در مناطقی از جنوب همدان، شمال بوشهر، جنوب ایلام ، غرب فارس و غرب اصفهان ساکن هستند. اما برخی از لر زبان‌ها در مناطقی از ایران پراکنده‌اند که علت این پراکندگی به‌طور عمده مسائل سیاسی به خصوص در زمان حکومت رضاشاه پهلوی صورت گرفته و از آن جمله می‌توان به لر زبان‌هایی که به استان‌های قزوین، قم و کرمان تبعید شده و هم‌اکنون بخشی از گویش‌وران لر به‌شمار می‌آیند، اشاره کرد.

## مذهب
لرها پیش از حکومت صفوی به تشیع روی آورده بودند. در کتاب عالم آرای صفوی آمده:
«... ملک شاه رستم الوار که ایشان از زمان حضرت امیرالمؤمنین تا به حال شیعه فطری آن حضرت اند و ایشان را لر عباسی می‌گویند. یعنی نژاد او به عباس می‌رسانند و چهل هزار خانه الوار به فرمان اوست، در این مدت باج به پادشاهان ترکمان نداده و هر سال چند مرتبه که قافلهٔ عظیم از این راه عبور می‌کنند می‌زنند. نه حاکم بغداد ایشان را حریف می‌شود و نه دیگری.»
اما مذهب رسمی در ایران از زمان سلسلهٔ صفوی، شیعهٔ اثنی عشری تبدیل شد. جامعهٔ لر در چارچوب اسلام زندگی کرده ولی حیات آن در شرایطی بوده که نمایش آزادانهٔ سنت‌های مردمی نظیر فرقهٔ امامزاده‌ها و دیگر فرقه‌ها مخصوصاً اهل حق و نیز جنبه‌های زیادی از اعتقاد به ماوراءالطبیعه را تشویق می‌کرده‌است. در نواحی که مردم عربی نمی‌دانستند یا نمی‌فهمیدند یا غالباً بی‌سواد بودند، نظیر عشایر لرستان، اعلام اعتقاد و خصوصاً انجام نمازهای گوناگون ارزش بسیار آیینی‌تری داشت. نتیجتاً، در آغاز قرن نوزدهم در جریان حکومت محمدعلی میرزا اعتقاد لرها چنان از مسیر مرسوم متفاوت شده بود که مجتهدی از کربلا آورده شد تا عشایر را دوباره به اسلام بگرواند. مشخص نیست میزان موفقیت این اقدام چقدر بوده‌است ولی مشخص است که هیچ نهاد مستقیم، مقتدر و قدرتمندی که بتواند از اعتقاد رسمی و مرسوم و باورهای آن حفاظت و از آن دفاع کند، در لرستان وجود نداشته‌است.

## پوشاک

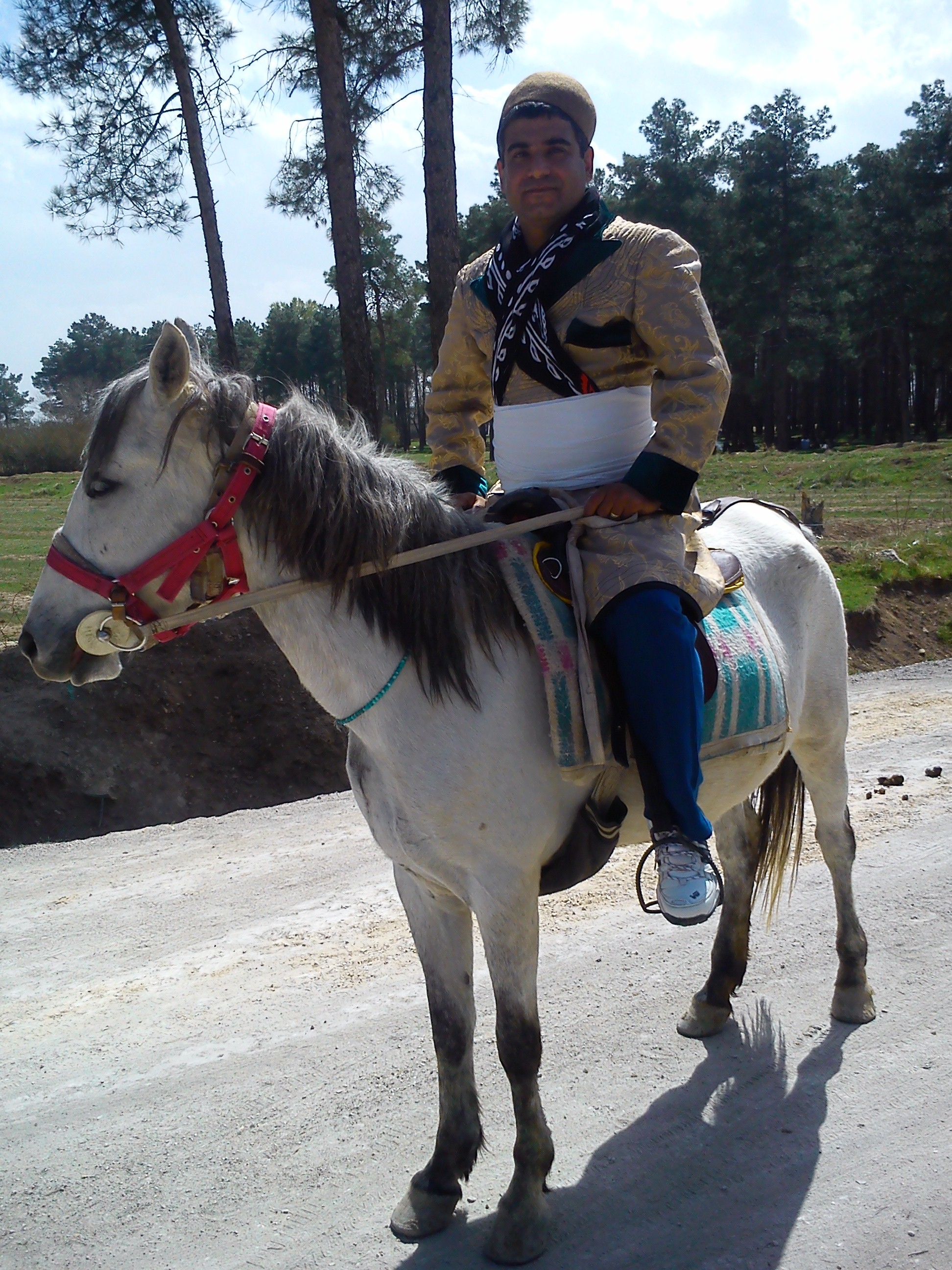
شال و ستره… لباس قوم لر فیلی(استان لرستان)

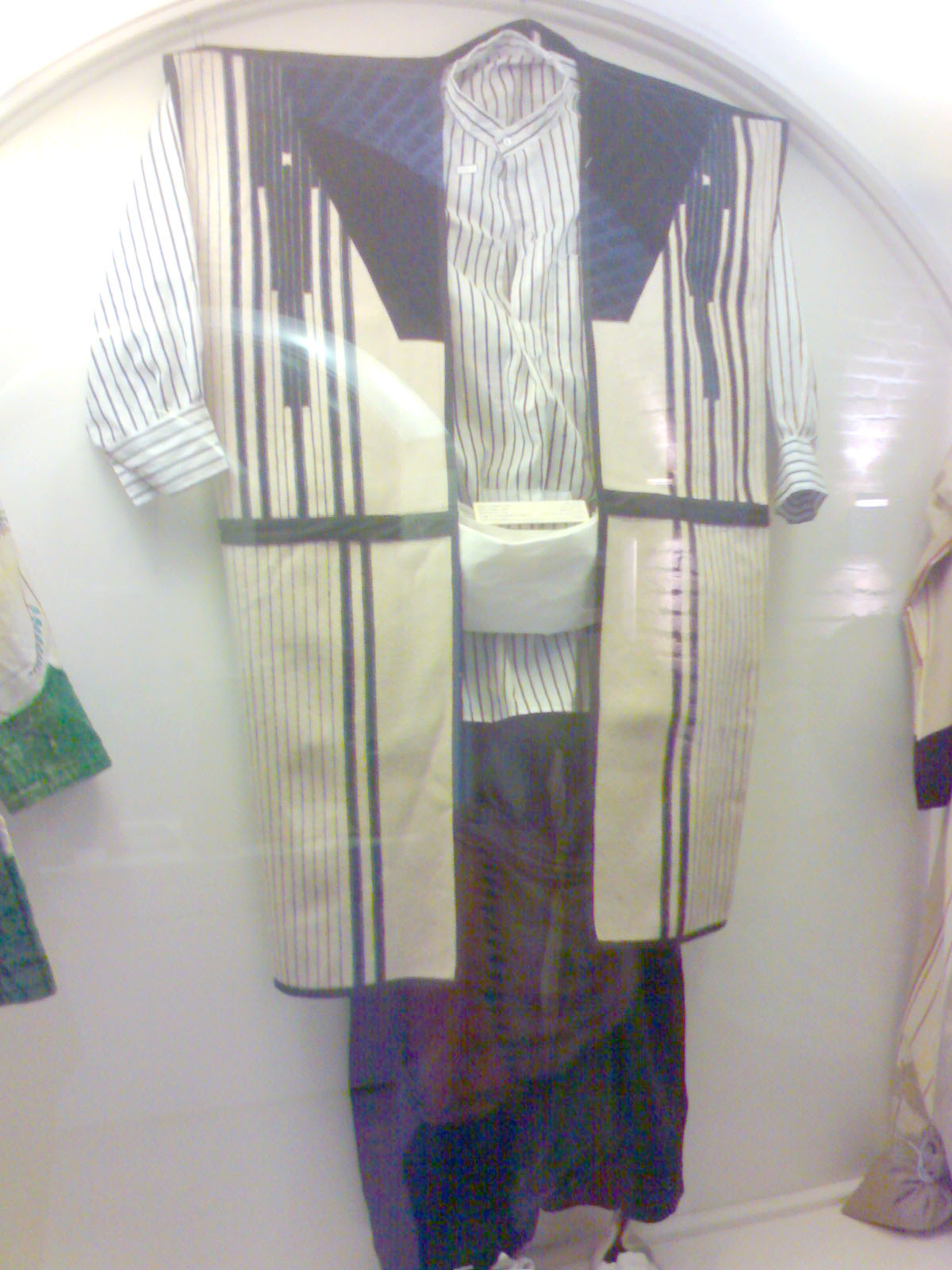
پوشش مردان ایل بختیاری، موزه فلک‌الافلاک، خرم‌آباد

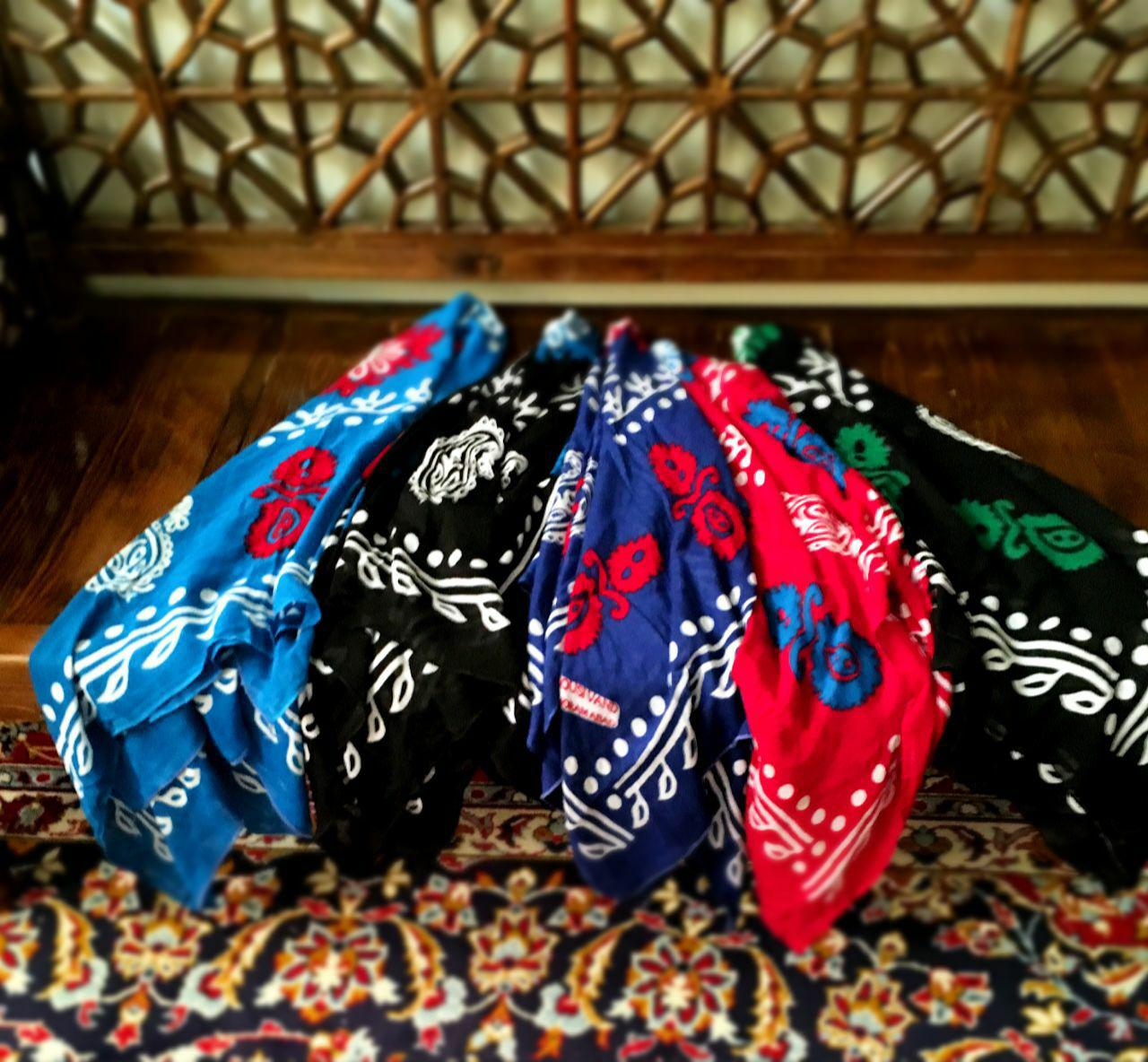
گُلوَنی، روسری مردمان کُرد، لر و لک

پوشاک مردم لر به‌طور کلی یکسان است که در برخی موارد تفاوت‌هایی میان ایل‌های مختلف وجود دارد. مردان لر به‌طور کلی لباسی یکسان می‌پوشند که متشکل از یک کلاه نمدی، یک پیراهن به همراه جلیقه و شلواری که به‌طور معمول بلند و آزاد است. کلاه مردان لر از پشم تهیه شده و معمولاً در رنگ‌های سیاه و قهوه‌ای می‌باشد. در میان بختیاری‌ها معمول است که پسران و مردان میان سال کلاه نمدی بر سر می‌گذارند و پسران کم سن بدون کلاه هستند. چوقا پوشش مردان لر است که به رنگ‌های مختلف در میان ایل‌های مختلف به کار گرفته می‌شود. چوقا در میان ایل بختیاری به رنگ‌های سیاه و سفید و نوارهای عمودی که به‌طور معمول سیاه‌رو به پایین و سفید رو به بالا است. چوقا در لرهای ساکن استان لرستان کمتر به کار گرفته می‌شود اما در میان بختیاری‌ها بیشتر مورد استفاده قرار می‌گیرد. احتمال می‌رود چوقا در دهه ۱۹۴۰ میلادی در میان ایل بختیاری رواج پیدا کرده‌است و جایگزینی برای عبا به‌شمار می‌رفته‌است. پیراهن مردان لر یقه‌ای به صورت مستقیم با دکمه‌ای در سمت راست یقه بوده‌است. شلوار یا به لری پاپوش با یک کمربند چرم یا اُرسی بزرگ به دور کمر بسته می‌شود. کفش مردم لر گیوه است.

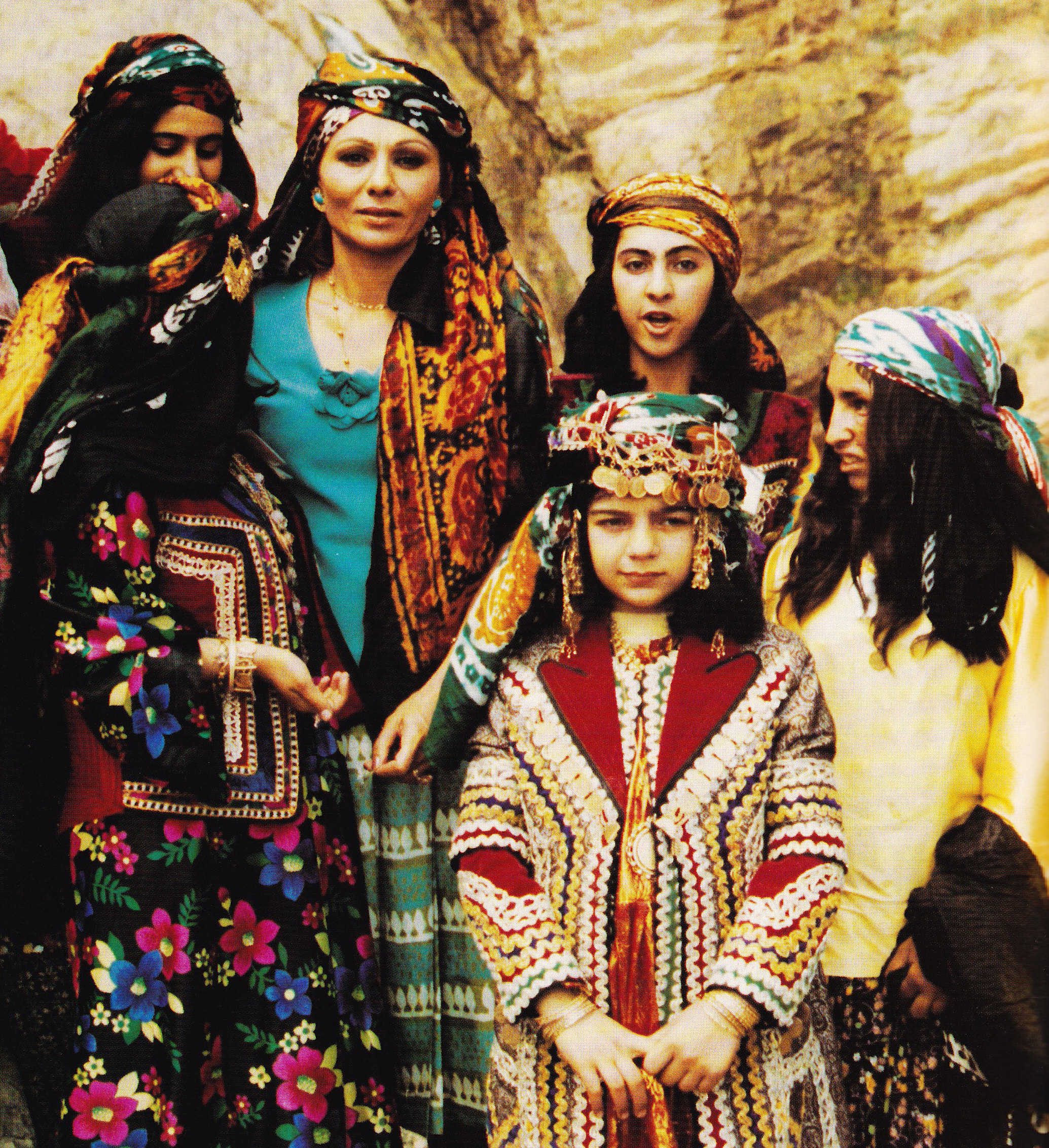
فرح پهلوی در میان زنان لر با پوشاک لری در سال ۱۳۵۴ در لرستان

حجاب در میان زنان لر مرسوم نیست. پیراهن زنان لر یک پیراهن با آستین‌های بلند همراه با یک دامن بلند است. پوشش سر زنان لر در ایل‌ها مختلف متفاوت است. در میان زنان لر ساکن شمال (لرستان) پوشش سر نوعی پارچه است که به دور سر به روشی خاص پیچیده می‌شود اما در میان زنان ایل‌های جنوب (بختیاری‌ها) پوشش سر زنان نوعی روسری کوچک است. رنگ لباس زنان لر رنگ‌های شاد و مختلف است به جز در مراسم عزا.

## ژنتیک
با توجه به واریاسیون کروموزوم Y لرها، آنان از لحاظ بسامد نسبتاً بالای تک‌گروه R1bی کروموزوم Y (مشخصاً سابکلاد R1b1a2a-L23) نسبت به دیگر گروه‌های ایرانی ممتازند. گروه R1، به همراه دیگر کلادهایش، مربوط به اوراسیای غربی/مرکزی در پارینه‌سنگی زبرین است که رایجترین تک‌گروه میان لرهاست. تک‌گروه J2a (مشخصاً ساب کلادهای J2a3a-M47, J2a3b-M67, J2a3h-M530) دومین سلسله رایج بین لرهاست و با رسوخ کشاورزان از خاور نزدیک نوسنگی ۸۰۰۰–۴۰۰ قبل از میلاد مرتبط است. دیگر تک‌گروهی که بسامد آن به بالای ۱۰ درصد می‌رسد G2a است که سابکلاد G2a3b بیشتر آن را تشکیل می‌دهد. همچنین لرها بیشترین بسامد تک‌گروه E1b1b1a1b را در ایران نشان می‌دهند. دودمان‌های Q1b1 و Q1a3، ۶ درصد و T، ۴٪ حاضرند.
بر اساس مطالعت ژنتیکی صورت گرفته بر روی کروموزوم Y (نسب پدری)، لرهای لرستان و کردها یکی از بیشترین فاصله‌های ژنتیکی در بین اقوام ایرانی‌تبار را با هم دارند و شباهت موجود بین آن‌ها فقط در حد همان ایرانی‌تبار بودن آن‌هاست. بر اساس این مطالعات لرها بیشترین شباهت را با گیلک‌ها دارند و کردها بیشترین شباهت ژنتیکی را با یزدی‌ها و بلوچ‌ها دارند.

## ایلات
مردم لر در یک گروه‌بندی بزرگ و کلی به دو شاخه اصلی تقسیم می‌شوند که عبارتند از:
- لر بزرگ
- لر کوچک یا بخشی از مردم فیلی

لر بزرگ دارای بخش‌بندی‌های گوناگونی است ولی به‌طور کلی می‌توان مردم بختیاری، بویراحمدی‌ها و ممسنی‌ها را لر بزرگ نامید. در مورد لر کوچک می‌توان این‌گونه بیان کرد که شامل مردم لر ساکن منطقه‌های پیشکوه و پشتکوه و بعبارتی (استان‌های لرستان،جنوب ایلام و شمال خوزستان) می‌شود.

### ایل بویراحمد
ایل بویراحمد بزرگ‌ترین ایل در استان کهگیلویه و بویراحمد است. این ایل نیمی از جمعیت ناحیه بویراحمد را تشکیل می‌دهد و در سرزمینی به وسعت ۶۵ هزار کیلومتر مربع یعنی پیرامون ۴۲ درصد مساحت کل استان کهگیلویه و بویراحمد پراکنده هستند.
بزرگترین قبیله ایل بویراحمد تامرادی است. جمعیت این ایل حدود ۲۰۰ هزار نفر و بخشی از مردم ایل تامرادی در استان خوزستان ساکن می‌باشند و بعد از آن ایل بزرگ بهمئی که در مناطق گرمسیر و سردسیر استان کهکلویه و بویراحمد سکونت دارند، تشکیل شده‌است. سرزمین بویراحمد از سه بخش مجزا از هم بخش می‌شود که گروه‌هایی از ایل بویراحمد در آن ساکن هستند که عبارتند از:
- منطقه بویراحمد گرمسیر
- منطقه بویراحمد علیا
- منطقه بویراحمد سفلی

### تاریخ فرهنگی
بویراحمدی‌ها پیرو مذهب شیعه‌اند و دین یکی از اجزای اساسی فرهنگ آنهاست که بر تمام جنبه‌های زندگی شان اثر نهاده‌است. فرهنگ آن‌ها همانند دیگر اقوام ایرانی، فرهنگی ایرانی ـ اسلامی است که نباید، همانند برخی پژوهشگران، در نقش و اهمیت عناصر ایرانی پیش از اسلام در فرهنگ و اعتقادات بویراحمدی‌ها غلو کرد؛ وگرنه تصویری کاملاً غیرواقعی و محرف از فرهنگ و باورهای دینی بویراحمدی‌ها پدید خواهد آمد.
برخی زیارتگاه‌های این قوم پیشینه‌ای پیش از اسلامی دارند اما برای ترسیم سیمای دقیق مذهبی این قوم، اشاره صرف به این موضوع کافی نیست. این گونه زیارتگاه‌ها در تمام نقاط ایران یافت می‌شوند. بویراحمدی‌ها برای نامگذاری کودکان خود نام‌های اسلامی ـ ایرانی برمی‌گزینند؛ پسران را در سن معین ختنه می‌کنند؛ ازدواج و طلاق نیز در میان آنان بر اساس قوانین اسلامی انجام می‌گیرد. بویراحمدی‌ها حلال و حرام را طبق موازین شرعی رعایت می‌کنند و برای اثبات جرم یا بیگناهی، به قرآن سوگند می‌خورند.
ایشان مانند دیگر شیعیان ایرانی، اعیاد مذهبی را جشن می‌گیرند و در مراسم عزاداری تاسوعا و عاشورا به نوحه خوانی و سینه زنی می‌پردازند؛ در گذشته که نظام ایلی برقرار بود، سران ایل در اجرای این مراسم سهم بزرگی داشتند. نقش سادات در این میان قابل توجه است. هیچ منطقه‌ای از ایران به اندازه کهگیلویه ـ بویراحمدی، تیره‌ها و طوایف سادات را در خود جای نداده‌است. مراسم خاکسپاری در میان بویراحمدی‌ها کاملاً بر اساس موازین شرعی است. انجام عبادات اساسی چون نماز و روزه و حج، نیز جزو فعالیت‌های روزمره بویراحمدی‌ها است. با اینهمه، در میان بویراحمدی‌ها اعتقاد به انواع موجودات ماورای طبیعی چون آل، غول، پری، جن و درختان و مکان‌های مقدس نیز وجود دارد.

### ایل ممسنی
ایل ممسنی در منطقه ممسنی ساکن است. این منطقه را در گذشته شولستان نیز می‌نامیده‌اند. شول نام ایلی است از ایل‌های استان فارس که نخستین بار در لرستان (سرزمین لرستان) سکونت داشت و در حدود سال ۳۰۰ هجری قمری نیمی از لرستان را زیر فرماندهی قرار داده بود و توسط سیف الدین ماکان روزبهانی اداره می‌شد.
پ

## توضیحات
1. ↑  بر پایه سرشماری سال ۲۰۰۰؛ کل کسانی که داوطلبانه خود را از ملیت ایران معرفی کرده بودند، از حدود ۳۷۰ هزار نفر، ۸،۴۰۰ نفر را اقوام لر تشکیل می‌دادند.